# Płatkonosowate
Płatkonosowate (Hipposideridae) – rodzina ssaków z podrzędu rudawkowkokształtnych (Pteropodiformes) w obrębie rzędu nietoperzy (Chiroptera).

## Rozmieszczenie geograficzne
Rodzina obejmuje gatunki występujące w Azji, Afryce oraz Australii i Oceanii.

## Systematyka
Do rodziny należą następujące występujące współcześnie rodzaje:
- Asellia J.E. Gray, 1838 – grzebieniec
- Doryrhina W.C.H. Peters, 1871
- Macronycteris J.E. Gray, 1866
- Aselliscus Tate, 1941 – grzebieńczyk
- Coelops E. Blyth, 1848 – bezogończyk
- Anthops O. Thomas, 1888 – kwiatonos – jedynym przedstawicielem jest Anthops ornatus O. Thomas, 1888 – kwiatonos salomoński
- Hipposideros J.E. Gray, 1831 – płatkonos

Opisano również rodzaje wymarłe:
- Miophyllorhina Hand, 1997[19] – jedynym przedstawicielem był Miophyllorhina riversleighensis Hand, 1997
- Palaeophyllophora Revilliod, 1917[20]
- Pseudorhinolophus Schlosser, 1887[21]
- Riversleigha Hand, 1998[22] – jedynym przedstawicielem był Riversleigha williamsi Hand, 1998